# 伪灵剖析会
伪灵剖析会（Spiritual Counterfeits Project，SCP）是一个基督教福音派机构，位于美國加州伯克利。自1970年代初期成立以来，在基督教护教学和基督教反邪教运动中颇具影响力，以福音派立场分析新宗教运动。伪灵剖析会也是两次诉讼的中心，一次涉及政教问题（Malnak 诉 Yogi），另一次涉及宗教诽谤案（李常受诉尼爾·達迪）。

## 地方教会诉讼案
在1970年代和1980年代，伪灵剖析会卷入了与李常受建立的地方教会之间的法律诉讼。